# Greystones

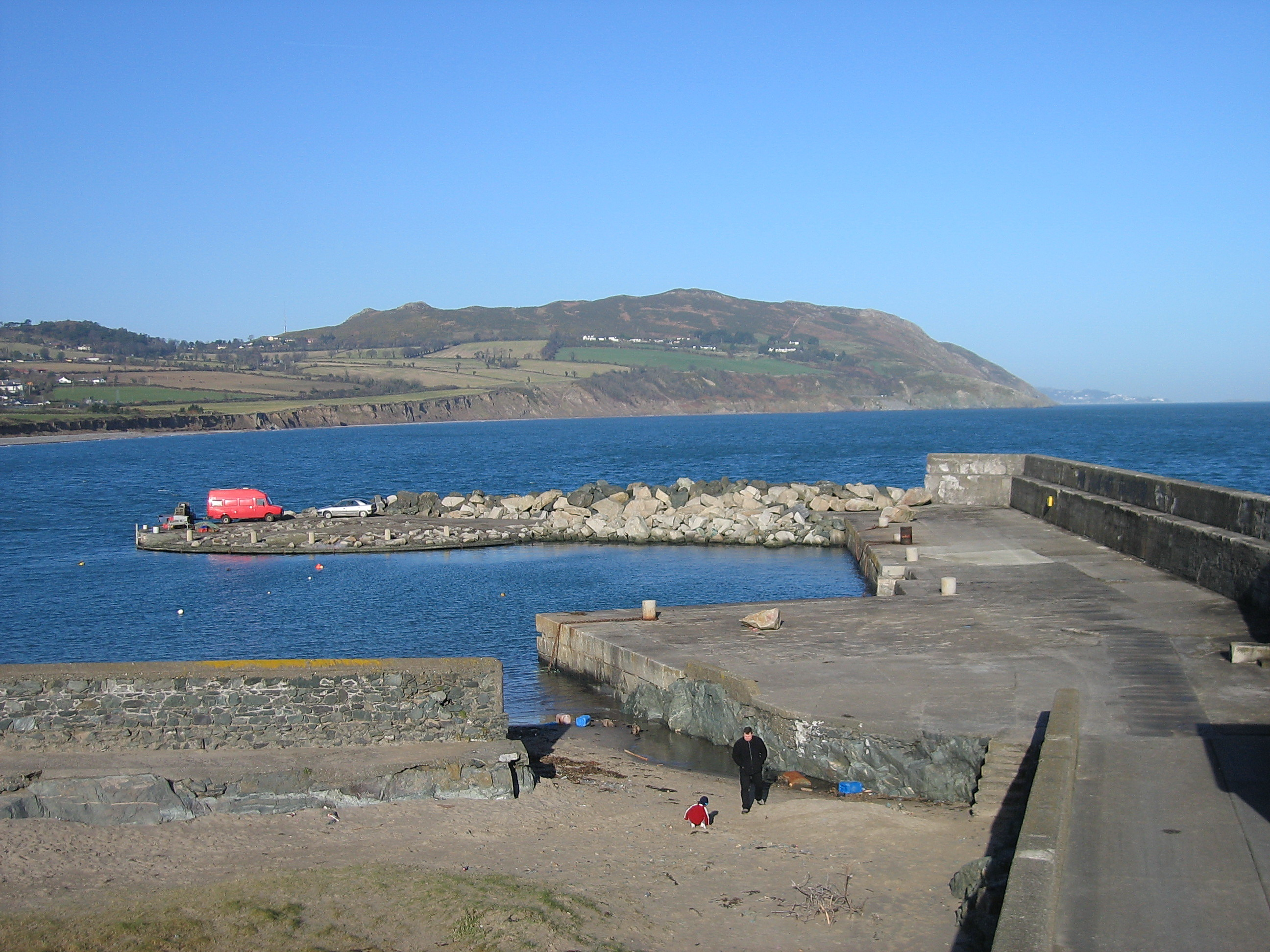
Greystones Harbour mit Bray Head (2007)

Greystones (irisch Na Clocha Liatha) ist eine Küstenstadt im County Wicklow im Osten der Republik Irland.

## Der Ort
Greystones ist ein Ort an der Ostküste Irlands, gelegen östlich der Wicklow Mountains und südlich des Bray Head an der Irischen See, acht Kilometer südlich des Badeortes Bray. Die irische Hauptstadt Dublin ist 27 km in nördlicher Richtung entfernt. Mithin liegt Greystones in der Greater Dublin Area, was sich u. a. bei der Verkehrsanbindung auswirkt. Bei der Volkszählung 2022 lebten in Greystones-Delgany 22.009 Personen, womit der Ort zu den größten Städten im County Wicklow zählt.
Der Name Greystones leitet sich von einer einen Kilometer langen graufarbenen Felsküste zwischen zwei Strandabschnitten her. Im Norden dieses the sea front genannten Abschnitts liegt der örtliche Hafen (der sich 2009 in einem nicht unumstrittenen, umfangreichen Sanierungs- und Ausbauprozess befindet) und ein dort beginnender steiniger Strand; im Süden liegt der Bahnhof und über etwa einen Kilometer ein breiter Sandstrand, der Anziehungspunkt für viele Besucher ist.
2008 gewann Greystones beim LivCom-Award den Titel als Lebenswerteste Stadt der Welt für Orte bis 20.000 Einwohner.
Greystones ist der Fundort der Wicklow Pipes.

## Verkehrsanbindung
Greystones ist mit der N11 verbunden, die von Dublin küstennah über Bray und Arklow nach Wexford Town und weiter nach Rosslare Harbour an der Südostspitze des Landes führt.
Greystones wird von der Iarnród Éireann per Intercity und South Eastern Commuter bedient und ist der südliche Endpunkt des bis hierhin mit dem Commuter gleichlaufenden DART-Systems der Iarnród Éireann.
Per Bus wird Greystones durch mehrere Linien von Dublin Bus versorgt; Air Coach verbindet den Ort ab Charlesland im Süden Greystones zudem täglich direkt mit dem Flughafen Dublin.
Zu Fuß lässt sich in etwa zwei Stunden zwischen Greystones und Bray ein Cliff Walk oberhalb der Eisenbahnstrecke um den Bray Head absolvieren.

## Sport
Der 1986 in dem Dorf Kilpedder bei Greystones geborene Nationalspieler Paul McShane spielte als Junge bei Greystones United, dem Fußball-Verein mit den größten Schülerabteilungen für Mädchen und Jungen im ganzen Land; der seit 1937 bestehende Greystones RFC ist ein in Irland bekannter Rugby-Union-Verein.

## Persönlichkeiten
- Elizabeth Alice Hawkins-Whitshed (1860–1934), irische Bergsteigerin, Fotografin und Schriftstellerin
- Dorothy Kay (1886–1964), südafrikanische Künstlerin
- Christy Doran (* 1949), irisch-schweizerischer Jazzgitarrist und Fusion-Musiker
- Brigeen Doran (* 1954), irisch-schweizerische Jazzsaxophonistin
- Phelim Drew (* 1969), irischer Schauspieler
- Simon Harris (* 1986), irischer Politiker, Minister und Premierminister
- Amy Bowtell (* 1993), irische Tennisspielerin
- Tina Reynolds, irische Schlagersängerin